# 7700 Rote Kapelle
A 7700 Rote Kapelle (ideiglenes jelöléssel 1990 TE8) a Naprendszer kisbolygóövében található aszteroida. Freimut Börngen és Lutz D. Schmadel fedezte fel 1990. október 13-án.